# Axel Honneth
Axel Honneth (ur. 1949 w Essen) – niemiecki filozof, socjolog, profesor i dyrektor Instytutu Badań Społecznych przy Uniwersytecie J.W. Goethego we Frankfurcie nad Menem, wykładowca tegoż uniwersytetu.
Uczeń Jürgena Habermasa, przedstawiciel tzw. IV pokolenia szkoły frankfurckiej. Studiował w Bonn, Bochum, Berlinie i w Monachium (pod kierunkiem Habermasa) zanim nie przeniósł się do Frankfurtu.

## Prace

### Pisma Honnetha
- Kritik der Macht (1985);
- Kampf um Anerkennung (1994);
- The Struggle for Recognition: Moral Grammar of Social Conflicts (Polity Press, 1996);
- Das Andere der Gerechtigkeit (2000)
- Umverteilung oder Anerkennung? Eine politisch-philosophische Kontroverse (Suhrkamp Verlag, 2003) (razem z Nancy Fraser)
- Redistribution or Recognition? A Political-Philosophical Exchange (Verso, 2003) (razem z Nancy Fraser)

### Przekłady na język polski
- Walka o uznanie: socjologiczny potencjał myśli wczesnego Hegla, tłum. Janusz Stawiński, w: Helena Kozakiewicz, Edmund Mokrzycki, Marek J. Siemek (red.), Racjonalność współczesności. Między filozofią a socjologią, Wydawnictwo Naukowe PWN, Warszawa 1992;
- Redystrybucja czy uznanie? Debata polityczno-filozoficzna (współautorstwo z Nancy Fraser), tłum. Monika Bobako i Tomasz Dominiak, Wydawnictwo Naukowe Dolnośląskiej Szkoły Wyższej Edukacji TWP we Wrocławiu, Wrocław 2005.
- Społeczna dynamika pogardy. O statusie krytycznej teorii społeczeństwa, tłum. Halina Walentowicz, Edukacja Filozoficzna, Vol 19,1995
- Walka o uznanie. Moralna gramatyka konfliktów społecznych, tłum. Jakub Duraj (wprowadzenia: Klaus Mueller i Stanisław Czerniak, Monika Bobako) Zakład Wydawniczy „Nomos”, Kraków 2012.

### Teksty krytyczne
- Monika Bobako, Zaklinanie nowoczesności. Axel Honneth i moralna gramatyka filozoficznych przemilczeń, w: Axel Honneth, Walka o uznanie. Moralna gramatyka konfliktów społecznych, tłum. Jakub Duraj, Zakład Wydawniczy „Nomos”, Kraków 2012.